# Teliga (Ainaro)
Teliga ist eine osttimoresische Aldeia im Suco Ainaro (Verwaltungsamt Ainaro, Gemeinde Ainaro). 2015 lebten in der Aldeia 257 Menschen.

## Geographie und Einrichtungen
Die Aldeia Teliga bildet den Norden des Sucos Ainaro. Südöstlich befinden sich die Aldeias Hato-Mera, Nugufú und Sebagulau. Im Süden grenzt Teliga an den Suco Mau-Ulo, im Nordosten an den Suco Manutaci und im Nordwesten an den Suco Parami (Verwaltungsamt Atsabe, Gemeinde Ermera). Teliga, die einzige Siedlung in der Aldeia, liegt im Süden auf einer Meereshöhe von 1218 m. Nach Nordwesten steigt das Land auf über 2000 m.
Aus Nugufú kommt eine Straße aus der nahe gelegenen Stadt Ainaro und endet im Dorf Teliga. Am Südrand steht eine Grundschule.